# Ngqeleni
Ngqeleni est une ville du district d'OR Tambo, à l'Est du Cap-Oriental en Afrique du Sud.
La ville comptait 2 629 habitants en 2011.

## Personnalités liées à cette ville
- Nomaza Nongqunga Coupez (1981-), femme d'affaires sud-africaine née à  Ngqeleni.